# Recksjön
Recksjön är en sjö i Strömsunds kommun i Jämtland och ingår i Indalsälvens huvudavrinningsområde. Sjön har en area på 1,26 kvadratkilometer och ligger 342,9 meter över havet. Sjön avvattnas av vattendraget Tingsjöån.

## Delavrinningsområde
Recksjön ingår i det delavrinningsområde (704505-149677) som SMHI kallar för Utloppet av Recksjön. Medelhöjden är 396 meter över havet och ytan är 21,65 kvadratkilometer. Det finns inga avrinningsområden uppströms utan avrinningsområdet är högsta punkten. Tingsjöån som avvattnar avrinningsområdet har biflödesordning 5, vilket innebär att vattnet flödar genom totalt 5 vattendrag innan det når havet efter 227 kilometer. Avrinningsområdet består mestadels av skog (73 procent) och sankmarker (10 procent). Avrinningsområdet har 1,32 kvadratkilometer vattenytor vilket ger det en sjöprocent på 6,1 procent.